# Shane Lowry
Shane Thomas Lowry (Perth, 12 giugno 1989) è un calciatore australiano con cittadinanza irlandese, di ruolo difensore, attualmente svincolato.

## Carriera

### Club
Lowry ha iniziato la sua carriera calcistica in Australia, nelle giovanili del Joondalup. A febbraio 2005, ha firmato per l'Aston Villa assieme al compagno di squadra Chris Herd. L'anno successivo, ha collezionato nove presenze nel campionato dedicato alle squadre riserve, la maggior parte verso la fine della stagione. Ha fatto parte della squadra che ha vinto, a maggio 2007, gli HKFC Philips Lighting International Soccer Sevens. A giugno dello stesso anno, ha rinnovato il suo contratto per un ulteriore anno.
Nel mese di agosto, ha esordito nella prima squadra dei Villans, sostituendo il connazionale Stephen O'Halloran nell'amichevole pre-stagione contro lo Stoke City. Lowry ha giocato diciassette minuti nella vittoria dell'Aston Villa per due a zero. Dopo essere stato impiegato nella Coppa della Pace 2009, vinta proprio dalla sua squadra, ha esordito ufficialmente durante l'Europa League 2009-2010, nell'incontro in trasferta contro il Rapid Vienna.
Il 17 settembre 2009, Lowry ha firmato un contratto di prestito dalla durata trimestrale con il Plymouth Argyle. Ha disputato tredici incontri di campionato per il Plymouth durante questo periodo, dove ha impressionato molti addetti ai lavori ed è stato richiamato all'Aston Villa, che ha richiesto i suoi servizi per via dei tanti infortuni che hanno colpito la rosa.
Il 28 gennaio 2010, Lowry ha accettato un prestito al Leeds United, con scadenza fissata al 13 marzo. Ha così raggiunto al Leeds i connazionali Patrick Kisnorbo e Neil Kilkenny. L'annuncio del suo arrivo è stato dato prima del calcio inizio della sfida di campionato contro il Colchester United. L'esordio è arrivato nella partita stessa, venendo impiegato da terzino sinistro. Dopo un buon debutto, Lowry è stato colpito da un leggero infortunio che ha costretto il suo allenatore a sostituirlo con Bradley Johnson dopo settanta minuti. Ha saltato il match di FA Cup contro il Tottenham Hotspur poiché non eleggibile (era stato impiegato nella stessa competizione dall'Aston Villa), è tornato in squadra contro l'Hartlepool United.
Il 13 gennaio 2011 è stata annunciata la sua cessione in prestito allo Sheffield United fino al termine della stagione. Il 27 gennaio 2012 viene ceduto a titolo definitivo al Millwall Football Club.

### Nazionale
Lowry ha giocato alcune partite per l'Irlanda under 17. Il giocatore, infatti, ha origini irlandesi e ha momentaneamente scelto di giocare per questo paese. È stato convocato diverse volte nella selezione Under-21, giocando due incontri. L'11 settembre 2009, ha annunciato di aver scelto di giocare per l'Australia nella sua carriera in Nazionale maggiore. Ha ricevuto la prima convocazione per il match amichevole contro i Paesi Bassi, pur non venendo schierato.

## Palmarès
- Premier's Plate: 1

Perth Glory: 2018-2019
- Malaysia Super League: 4

Johor Darul Ta'zim: 2021, 2022, 2023, 2024-2025
- Coppa della Malaysia: 3

Johor Darul Ta'zim: 2022, 2023, 2024-2025